# Aku Sumu
Toimi August Sumu dit Aku Sumu (né  le 9 avril 1907 à Helsinki et mort le 31 juillet 1988 à Espoo) est un homme politique finlandais,. 

## Biographie

### Carrière syndicale
Aku Sumu a été secrétaire de la SAK de 1932 à 1949 et son président de 1949 à 1954. 
Durant son mandat, la SAK a été le théâtre de conflits entre le Parti social-démocrate (SDP) et le Parti communiste (SKP). 
En règle générale, l'aile communiste a exigé des demandes d'augmentation des salaires plus élevées et des grèves plus larges que le SDP. 
De nombreuses controverses ont également surgi à propos de grèves des corbeaux, c'est-à-dire de luttes syndicales locales non officielles qui n'avaient pas l'autorisation du syndicat.
Le mouvement syndical international est aussi divisé dans les années 1940. 
La SAK s'engage d'abord avec enthousiasme dans la Confédération syndicale mondiale (MAL), mais la Confédération internationale des syndicats libres (VAKL), fondée en 1949, recueille l'adhésion d'autres syndicats nordiques.
La SAK finlandaise, dirigée par Aku Sumu, a cherché une position équilibrée. La SAK est restée membre du MAL, mais ses syndicats membre peuvent aussi rejoindre le VAKL avec la permission de la SAK.

### Carrière politique
Aku Sumu est ministre des Transports et des Travaux publics du gouvernement von Fieandt (29.11.1957 - 28.2.1958), vice-ministre des Affaires sociales du gouvernement Törngren (7.5.1954 - 20.10.1954) et vice-ministre des Transports et des Travaux publics du gouvernement Törngren (5.5.1954 - 20.10.1954).
Le 14 octobre 1954,  Aku Sumu est nommé directeur de l'Institution d'assurance sociale. 
En 1961, la Cour d'appel d'Helsinki, condamne Aku Sumu, Reino Kuuskoski, Onni Hiltunen et Vieno Johannes Sukselainen, a  à être démis de leur fonction dans conseil d'administration de l'Institution d'assurance sociale pour délits et erreurs.
Cependant, la Cour suprême de Finlande a transformé le verdict en faute administrative et Aku Sumu a pu continuer à exercer ses fonctions.